# Florian Rousseau
Florian Georges Philippe Rousseau (nascido em 3 de fevereiro de 1974) é um ex-ciclista de pista francês que conquistou três medalhas de ouro e uma prata nos Jogos Olímpicos (1996 e 2000).

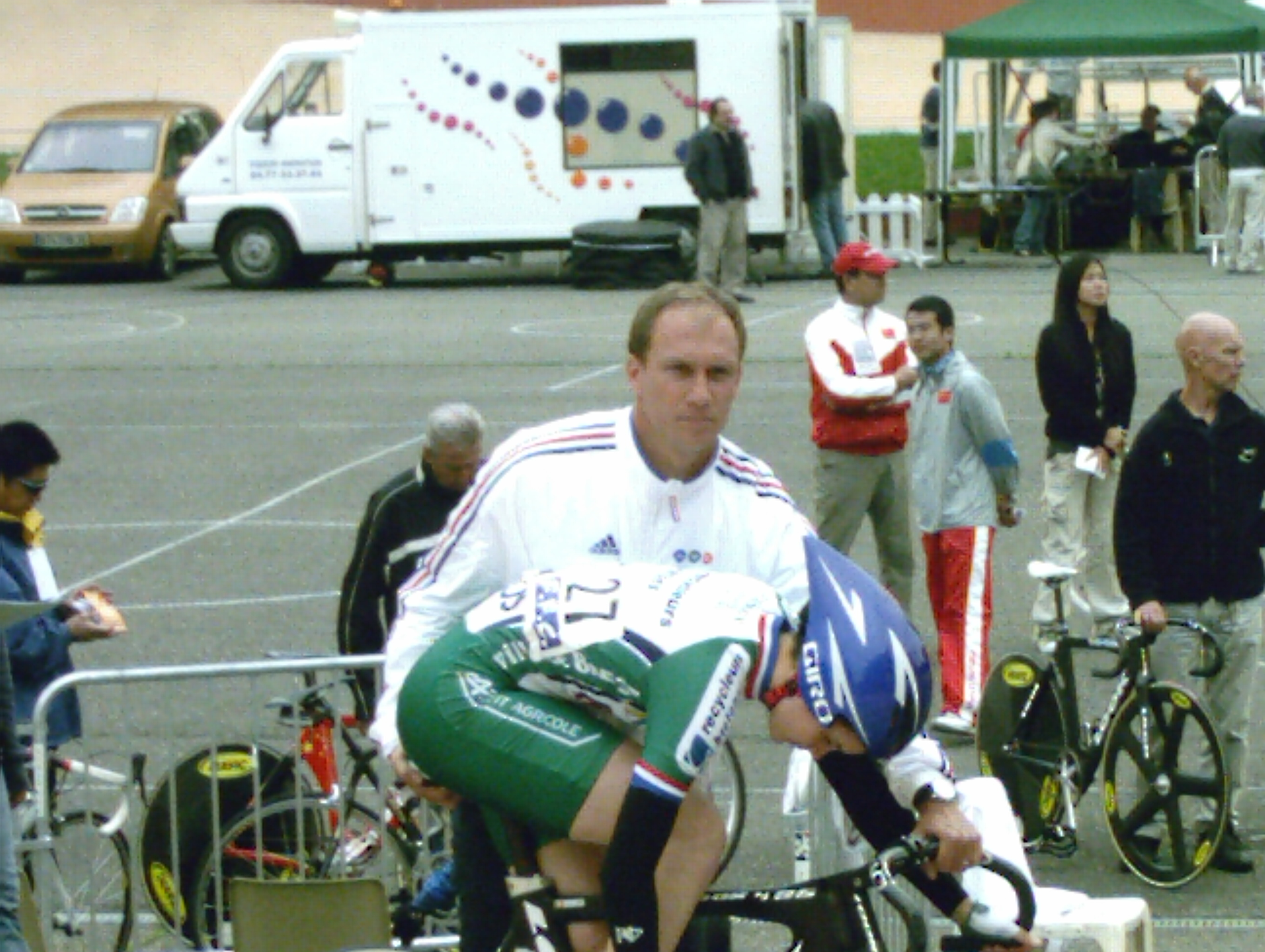
Rousseau se aquecendo em Lyon, junho de 2008